# Liste der südafrikanischen Botschafter in Algerien
Der Botschafter in Algier ist regelmäßig auch bei der Regierung der Demokratischen Arabischen Republik Sahara in Tindouf (Algerien) akkreditiert.

## Geschichte
Die Regierungen Südafrikas und Algeriens nahmen im Mai 1994 diplomatische Beziehungen auf.
1997 wurde im Sofitel Hotel der Botschaftsbetrieb aufgenommen, 1998 das Kanzleigebäude in 30, Rue Capitaine Hocine Slimane El Biar erworben und am 15. Juli 1999 eröffnet.
| Ernennung Akkreditierung | Botschafter             | Bemerkung             | Regierung in Südafrika | akkreditiert bei der Regierung | Posten verlassen |
| ------------------------ | ----------------------- | --------------------- | ---------------------- | ------------------------------ | ---------------- |
| 6. Mai 1999              | Riaz Shaik Mo           | [ 1 ]                 | Thabo Mbek             | Abd al-Aziz Bouteflika         | 2004             |
| 2008                     | Mzuvukile Jeff Maqetuka |                       | Kgalema Motlanthe      | Abd al-Aziz Bouteflika         |                  |
| 2012                     | Joseph Kotane           | Sohn von Moses Kotane | Jacob Zuma             | Abd al-Aziz Bouteflika         |                  |